# 高橋育実
高橋 育実（たかはし いくみ、1998年6月10日 - ）は、日本のプロバスケットボール選手。
大阪府出身。ポジションはSG。B3リーグ・香川ファイブアローズ所属。

## 来歴
大阪府出身。
寝屋川市立田井小学校、寝屋川市立第三中学校を経て、大阪市立桜宮高校に入学。高校では、二級上に森田雄次（B3鹿児島）が、二級下には実弟の高橋克実（B2新潟）がいる。高橋克実とは中学高校では一緒に試合に出たことはないが、大学時代に対戦相手として同じコートに立った。
天理大学では、二級上に佐々木隆成（B1三遠）、同級生に川真田紘也（B2滋賀/日本代表）と藤澤尚之（B3福井）と高松秀太朗（B3徳島）、二級下にニューベリー・リチャード（B3香川）と志冨田温大（B3福井）と石井良樹（B2山形）がいる。
2021-2022で鹿児島レブナイズの練習生を経て、2022年にしながわシティバスケットボールクラブに入団し、プロバスケットボール選手となる。
2024年2月18日に行われた東京Z戦にて35得点のキャリアハイを達成し、第4Q残り1秒で同点から決勝点となる3Pを決めて、チームの勝利に貢献した。
2024-25シーズンは、香川ファイブアローズへ移籍した。香川では、実弟の高橋克実と再びチームメイトになった。

## 個人成績
| シーズン   | チーム | GP | GS | MPG  | FG%   | 3P%   | FT%   | RPG | APG | SPG | BPG | TO  | PPG  |
| ---------- | ------ | -- | -- | ---- | ----- | ----- | ----- | --- | --- | --- | --- | --- | ---- |
| B3 2022-23 | 品川   | 52 | 1  | 19.0 | 35.6% | 26.9% | 85.0% | 2.2 | 1.8 | 1.0 | 0.1 | 0.8 | 5.8  |
| B3 2023-24 | 品川   | 52 | 52 | 32.3 | 40.2% | 32.1% | 83.8% | 3.4 | 3.0 | 1.6 | 0.2 | 2.5 | 15.6 |